# Batted Ball
Batted Ballとは、主に野球における打球について統計的にまとめられたデータである。ゴロやフライ等の個数や割合などを計測し、セイバーメトリクスの分析においても活用されている。

## 概要
打球を調べることで、ゴロを打たせる投球や角度をつける、または転がす打撃など公式記録だけではわからない選手の特徴を知ることができる。全ての打球を一つ一つ計測するため膨大なデータ量となり、また一般的に打球データは公式記録として公開されておらず個人で収集するのは難しい。日本ではデータスタジアム社、DELTA社等が計測し一部公開している。

## 主なデータ

### 打球割合
- GB%：打球に占めるゴロの比率
- FB%：打球に占めるフライの比率
- LD%：打球に占めるライナーの比率
- IFFB%：フライに占める内野フライの比率
- GB/FB：ゴロとフライの比率

ここで言う打球とは、フェアとなった打球が対象である。
| 打球  | NPB | MLB |
| ----- | --- | --- |
| LD%   | 8%  | 20% |
| GB%   | 50% | 44% |
| FB%   | 42% | 36% |
| IFFB% | 20% | 10% |

### HR/FB
HR/FBは本塁打とフライの比率である。打者のHR/FBは選手ごとの傾向がよく表れ、数シーズンに渡って安定しやすい。そのため、大きく低下した場合は怪我や年齢的衰えの影響である可能性が高い。

一方で投手のHR/FBはシーズンごとの変動が大きく安定しない。投手の被本塁打は制御することが難しいとされており、投球回が多ければHR/FBは平均に近い値に収束する傾向がある。そのため、フライが多い投手は被本塁打が増えてしまう傾向がある。また、打者や投手どちらの場合においても使用するボールや球場の影響を受ける。

## 選手のタイプ

### 投手
投手のGB%やFB%はシーズンによって変動が小さく、投手は打球の割合をある程度コントロールする事ができる。したがってBatted Ball Dataは投手の投球タイプを知る手段のひとつであり、奪三振率や与四球率と組み合わせる事で大まかな投球スタイルを分類推定する事が出来る。
前項の通りフライが多い投手は被本塁打が増えやすいが被安打が少なくなる傾向にある。一方、ゴロが多い投手は本塁打を含む長打を打たれにくいが被安打が増えやすい傾向にある。ただし、GB%が非常に高い投手はゴロのBABIPが低くなるとされている。

### 打者
打者のHR/FBは選手ごとの特徴が表れるため、パワーを表す指標として用いられる。
一般的にパワーヒッターはFB%が高く、コンタクトヒッターはGB%が高い傾向にある。ゴロが多い打者は打率やBABIPが高くなりやすい傾向にあるものの、長打になりにくいため得点力は限られている。実際にMLBにおける各打球の得点価値はゴロ：0.05点、フライ：0.13点、ライナー：1.26点となっているため、ゴロは得点へのインパクトが小さい。

## DIPSへの応用
前述の通り、ゴロやフライの割合は投手がコントロールできる割合が大きい。そのため、「投手自身でコントロールできる部門」で評価するDIPSの思想と相性が良く、Batted Ballを組み込んだ指標が開発されている。

### xFIP
DIPSの指標で最もポピュラーなFIPは投球内容を奪三振、与四死球、被本塁打で評価している。
FIPはBABIP等の不安定な要素を取り除いているが、本塁打=(フライ×HR/FB)を計算式に含んでいるため、投手にコントロールできないHR/FBが計算式に残ってしまう。そこで、HR/FBをリーグ平均に置き換えたxFIPが開発されている。xFIPはHR/FBのシーズン単位の揺らぎを排除して投手を評価することが出来る。2002年-2012年のMLBにおける各年度間の相関係数はFIP0.584に対してxFIP0.699であり、より安定した指標となっている。
- xFIP = (13×フライ×リーグHR/FB + 3×(与四球 - 敬遠 + 与死球) - 2×奪三振)÷投球回＋補正値

補正値の計算はFIPの補正値と同様である。　詳細はDIPS (野球)#FIPを参照

### tERA(tRA)
詳細はtERA - FanGraphs（英語）や真の防御率 - Baseball LAB Archivesを参照。

tERAは各打球の得点価値やアウトの期待値を元に失点やアウト数を推定し、投手を評価する指標である。